# Zury Machado
Zury Machado (Tijucas, 7 de setembro de 1922 – Florianópolis, 21 de agosto de 2014) foi um colunista social brasileiro.
Filho de um sapateiro e de uma dona de casa. Foi um dos colunistas sociais mais tradicionais de Santa Catarina.
Morreu vítima de infarto. Sepultado no Cemitério do Hospital de Caridade de Florianópolis.